# ボリス・ヴォロンツォフ＝ヴェリヤミノフ
ボリス・ヴォロンツォフ＝ヴェリヤミノフ(Борис Александрович Воронцов-Вельяминов、 Boris Aleksandrovich Vorontsov-Vel'iaminov、1904年2月14日 - 1994年1月27日）はソビエト連邦の天文学者である。
1934年からモスクワ大学の教授を務めた。星間物質による恒星の光の吸収のあることを示した1人である。1962年に30000を超える銀河、惑星状星雲のカタログを製作した。